# Leucauge tanikawai
Leucauge tanikawai là một loài nhện trong họ Tetragnathidae.
Loài này thuộc chi Leucauge. Leucauge tanikawai được miêu tả năm 2003 bởi Zhu, Song & Zhang.